# Astragalus substenoceras
Astragalus substenoceras är en ärtväxtart som beskrevs av Antonina Georgievna Borissova. Astragalus substenoceras ingår i släktet vedlar, och familjen ärtväxter. Inga underarter finns listade i Catalogue of Life.